# 河魨毒素
河魨毒素（英語：Tetrodotoxin，简称：TTX）是一種強力的神經毒素，目前並沒有有效的解毒劑，它會和神經細胞的細胞膜上的快速鈉離子通道結合，令神經中的動作電位受阻截。
它的名字來自魨形目，因為此目下的魚類大多帶有這種毒素，包括河魨、翻車魨及鱗魨等。雖然這種毒素常見於這些魚類和其他生物體內，事實上它是由魚類體內一種名爲河魨毒素假交替單胞菌（Pseudoalteromonas tetraodonis）的細菌所產生，其作用原理在1964年由美國杜克大學的楢橋敏夫和約翰·威爾遜·摩爾通過蔗糖间隙电压钳技術發現。

## 自然界中的河魨毒素
河魨毒素存在於不同動物中，如漬螈屬（Taricha）蠑螈的卵中（毒素名為“tarichatoxin”，已廢用）、鸚哥魚、斑蟾、藍圈章魚（毒素名為“maculotoxin”）、海星、神仙魚、陸生或水生扁蟲、箭蟲、紐蟲、橡子织纹螺和石蟹等。
動物利用毒素來保護自己免被獵食，或同時作為防禦及獵食的武器（如章魚、箭蟲及紐蟲等）。在1964年和1978年，Tarichatoxin 和 Maculotoxin 分別被證實就是河魨毒素。近年有研究發現藍圈章魚體內的細菌也會產生這種毒素。
河魨毒素的最常見來源是弧菌，如溶藻弧菌就是最常見的一種。河魨、箭蟲和紐蟲的體內都同時含有溶藻弧菌和河魨毒素。

## 生物化學
河魨毒素是一种钠离子通道阻滞剂，阻止钠离子进入神经细胞。它會和又稱「第一部位」（Site 1）的快速鈉陽離子通道結合。第一部位位於離子通道的細胞外部份。任何分子與這部份結合都會暫時停止離子通道的功能。石房蛤毒素和芋螺毒素也是和這個部份發生作用。
這種毒素在生化學上說明人體內的兩種不同類型的鈉離子通道：感TTX鈉離子通道（TTX-s Na+ channel）和抗TTX鈉離子通道（TTX-r Na+ channel）。
河魨毒素和感TTX鈉離子通道的親合力是5-15 納摩爾，而河魨毒素和抗TTX鈉離子通道的親合力極低。含有抗TTX鈉離子通道的神經元主要位於心臟組織，而其餘的神經元通常為感TTX鈉離子通道。由於感TTX鈉離子通道在中樞神經系統的普遍分佈，在細胞培養技術中河魨毒素主要用於靜止信息傳遞。

### 生理反應
河魨毒素截斷人體肌肉細胞中的快速鈉陽離子流，因而抑制肌肉收縮。相對之下，心臟的節律細胞的鈉離子通道是慢離子流，於是心瓣的動作電位並沒有被毒素攔截。所以中河魨毒素的人的死因並非心臟節律電流受阻，而是肌肉麻痺。

### 醫學用途
阻礙快速鈉陽離子通道是治療心律不正常的一種可能的途徑。研究證實河魨毒素能減低（在1930年代在日本使用）因不同病症如末期癌症、偏頭痛和停止吸食海洛因所引起的痛楚。

### 全合成
1972年，日本名古屋大學的岸義人等人首先完成了D,L-河魨毒素的全合成。名古屋大學的磯部稔等人和美國史丹福大學的J. Du Bois等人在2003年提出了河魨毒素的不對稱合成。這兩種合成用非常不同的方法，磯部的製法主要透過雙烯反應，而Du Bois's則主要採用碳氢鍵活化。

## 中毒
河魨毒素中毒主要由進食魨形目魚類引致。河魨的皮膚和內臟均含有河魨毒素，份量有可能足以令橫膈膜麻痺而引致呼吸困難甚至致死。然而毒素的份量和毒性因魚類品種、季節、地區而異，很多河魨肉含有的毒性並不致死。因為河豚素不能越過大腦中血液細胞的屏障，所以中毒者會在大腦清醒的情況下感受到無助的痛苦。儘管如此，進食接近致命的份量後，服用者可能處於瀕死狀態數日且持續保持知覺，因此河魨毒素一直被認為是海地巫毒的一種巫術材料和現實中會令人最接近喪屍狀態的一種毒劑。

### 毒性
物質安全資料表中記載，河魨毒素的口服半數致死量（LD50）是334 μg/kg。假設對每個不同體質的人類致死份量相若，則25毫克的河魨毒素足以殺死一個重75公斤的成人。

### 歷史
河魨毒素中毒的最早國外歷史記載是英國航海家詹姆斯·庫克的日記。他記載道他的船員進食過一些本地熱帶魚類（河魨）後，將廚餘及剩飯餵給船上飼養的豬。船員後來出現麻痺和呼吸困難等症狀，而所有豬隻則在翌日全部死亡。現在看來，船員進食過含有少量河魨毒素的河魨肉，而豬隻則進食了含有大量毒質的河魨內臟而死亡。
晉代左思《吳都賦》中有「王鮪鯸鮐」之句，劉淵林注曰：「鯸鮐魚，狀如蝌蚪，大者尺余，腹下白，背上青黑，有黃紋，性有毒。」唐人段成式《酉陽雜俎》云:「(魚臣)魚肝與子俱毒。」宋人沈括在《夢溪筆談》中說:「吳人嗜河豚魚，有遇毒者，往往殺人，可為深戒。」同時期的《太平廣記》亦云:「鯸鮐魚文斑如虎，俗云煮之不熟，食者必死。」《本草綱目》記載：「河豚有大毒，味雖珍美，修治失法，食之殺人」、「豚，言其味美也。侯夷，狀其形醜也」。
河魨毒素在1909年由日本科學家田原良純（Yoshizumi Tahara）博士發現並命名。

### 診斷
河魨毒素中毒的診斷主要基於觀察病徵和最近飲食紀錄，病徵通常在攝取後30分鐘內出現，而最遲可在四小時後，而服用者可於17分鐘內致死。病徵為嘴唇及舌頭麻木以致流涎、出汗、頭痛、無力、昏睡、運動失調、四肢不協調、顫抖、癱瘓、發紺、失聲、吞嚥困難、呼吸困難、支氣管粘液溢（多痰）、支氣管痙攣昏迷、低血壓等。消化道的徵狀通常較嚴重，包活噁心、嘔吐、腹瀉及腹痛等。完全的呼吸衰竭和心臟衰竭之前可能出現心律失常。

### 治療
首要治療手段為持續性地維持呼吸和心跳，直至中毒者恢復至可自行呼吸為止；靜脈注射α-腎上腺素促劑去平衡低血壓。抗膽鹼酯酶藥會因多樣效果而使用。現時此毒素沒有直接有效的解毒劑，因為毒素和神經細胞是迅速反應而產生的強化學鍵難以輕易分解，所以通常都持續作呼吸和心跳維持直至身體自然排走毒素為止。

### 中毒的過程和併發症
中毒者在進食過有毒海產後，首先會先感到嘴唇和舌頭有輕微麻痺感。然後這種皮膚的異常感覺會蔓延至臉部及四肢，中毒者會覺得身體輕浮。出現頭痛、上腹部疼痛、噁心、腹瀉或嘔吐，偶然會有暈眩以至難以行走。中毒的第二階段，麻痺感會加劇。中毒者身體不能動彈，挺身坐起也會感到無力；呼吸變得困難；說話受影響，中毒者開始出現氣促、發紺和低血壓。然後可能出現抽搐、精神錯亂和心律不齊。但因為河魨毒素無法穿過血腦屏障作用於中樞神經，因此即使中毒者全身癱瘓卻依然意識清醒並且具有正常的腦波與聽性腦幹誘發反應，能夠聽到周圍的聲音與對話並有記憶能力，在有些病例中中毒者甚至保持清醒直至死亡。
統計病例可發現，中毒者通常在毒發後四至六小時內死亡，最短僅為二十分鐘，最長亦不過八小時。

## 不同地區的中毒個案統計
河魨毒素中毒幾乎都是因進食印度洋和太平洋等地的河魨引起。有零星的中毒報告，包括致死，懷疑是因進食大西洋、墨西哥灣及加利福尼亞灣的河魨。然而卻沒有任何因進食大西洋的「斑點圓魨」（學名：Sphoeroides maculatus）而中河魨毒素的確診個案。不過在三項研究中發現，該魚對老鼠是高度毒性的。佛羅里達的最近數宗服食這種魚而中毒的個案證實是石房蛤毒素中毒，雖然其中毒徵狀極相似。白法螺（學名：Charonia sauliae）被列為有毒食物，而已證實這種海產體內含有河魨毒素的衍生物。亦有不少個案是河魨被錯誤標籤而造成誤服中毒的個案。在美國奧勒崗州有人生吞了一條粗皮漬螈（學名：Taricha granulosa）而中毒致死。

### 進食河魨毒素中毒的統計
從1974到1983年間，日本有646個河魨毒素中毒的病例，其中179人因此死亡。估計每年約200宗個案，其中50%致死。在美國只有少數的個案，印度洋及太平洋國度以外的個案則更少。但海地當地因為以河魨毒素作為喪屍的巫毒材料，所以中毒者數量較鄰近地區高很多。

### 受害人口
河魨毒素中毒偏向於特定國家並不是因為基因因素。不進食已知有毒品種的海產（主要為河魨，其他帶毒品種幾乎無人食用）可避免河魨毒素中毒。然而河魨毒素中毒卻是日本社會的公眾健康問題，因為河魨（ふぐ）在日本料理中是傳統佳餚。只有特許的餐店方可製作及出售河魨料理。受過訓練及領有牌照的料理師傅會小心翼翼地切除河魨的盲腸，以減少毒素含量。但是有可能被誤認或錯誤標籤，尤其是冰鮮魚及其製品。

### 食品分析
麻痺性貝類食物中毒（paralytic shellfish poisoning, PSP）的生物鑑定可以鑑控河魨食品中的河魨毒素含量。現在大多沿用這種方法。高效液相色谱法（HPLC）是使用鹼和螢光劑進行管柱後反應去證實河魨毒素和它的衍生毒素的存在。鹼分解物會以氣相層析或質譜分析它的三甲基矽基（Trimethylsilyl）衍生物而被辨析。但這些色譜法仍未被確認有效。

## 管制
在美國，河魨毒素列入美國疾病控制與預防中心的受管制藥物（Select Agents）目錄中，科學研究員必須向美國衛生及公共服務部註冊，方可使用河魨毒素作研究用途。然而，研究者若持有少於100毫克則不在此限。

## 外部連結
- Tetrodotoxin: essential data
- US FDA/CFSAN - Bad Bug Book - Tetrodotoxin
- . Synfacts. 2008-07-23, 2008 (08): 0794–0794  [2022-07-05]. ISSN 1861-1958. doi:10.1055/s-2008-1078535. （原始内容存档于2018-06-03） （英语）.
- 醫學主題詞表（MeSH）：Tetrodotoxin